# Istrië (provincie)
Istrië (Kroatisch: Istarska županija; Italiaans: Regione istriana) is de westelijkste provincie van Kroatië. De provincie omvat het grootste gedeelte van het Istrische schiereiland (2820 van de 3160 km²). In het Kroatisch en Sloveens heet dit gebied Istra. Het bestuurlijke centrum is Pazin.

## Istriërs
Meer dan 205.000 mensen, oftewel 4,65% van de bevolking van Kroatië, leven in Istrië. De bevolkingsdichtheid is 73 mensen per km² en de gemiddelde leeftijd van de bevolking is 40,2 jaar.
In het dagelijks leven spreken veel Istriërs een Čakavisch dialect. Deze dialecten wijken sterk af van de Kroatische standaardtaal, die op het Štokavisch gebaseerd is. Een kleine groep bewoners spreekt Istro-Roemeens, een andere kleine groep spreekt Istriotisch.
Het Italiaans wordt officieel erkend als minderheidstaal. Tot 1945 bestond ca 40% van de bevolking uit Italianen, die na de toewijzing van het gebied aan Joegoslavië bij wijze van etnische zuivering moesten vertrekken. Nog steeds wordt het Italiaans door het merendeel van de bevolking begrepen, mede dankzij de, vooral voor 1990, populaire Italiaanse televisie. Bovendien was Italiaans voor 1945 de enige onderwijstaal zodat de mensen die na 1945 in het gebied bleven wonen veelal tweetalig waren opgevoed. Om de uitgewezen Italiaanse inwoners te vervangen werden na 1945 Joegoslaven uit andere delen van het land naar het schiereiland gebracht. 
In 2001 was de etnische samenstelling van de bevolking als volgt:
| Volk                   | Aantal  |
| ---------------------- | ------- |
| Kroaten                | 148.328 |
| Italianen              | 14.284  |
| Istriërs               | 8.865   |
| Serviërs               | 6.614   |
| Bosniakken             | 3.077   |
| Albanezen              | 2.032   |
| Slovenen               | 2.020   |
| Overige en niet bekend | 4.041   |
| Niet bepaald           | 13.110  |

## Bestuurlijke indeling
De grootste stad van de provincie is Pula, met 82.000 inwoners. Andere noemenswaardige plaatsen zijn Poreč, Rovinj, Pazin, Labin, Novigrad, Umag, Buzet, Buje en Vodnjan. Ongeveer 70,7% van de bevolking leeft in de stedelijke gebieden.
De provincie Istrië is onderverdeeld in (tussen haakjes de Italiaanse naamsvormen):
- De (hoofd)stad Pazin (Pisino)
- De stad Pula (Pola)
- De stad Poreč (Parenzo)
- De stad Buje (Buie)
- De plaats Buzet (Pinguente)
- De plaats Labin (Albona)
- De plaats Novigrad (Cittanova)
- De plaats Rovinj (Rovigno)
- De plaats Umag (Umago)
- De plaats Vodnjan (Dignano)
- De gemeente Bale (Valle)
- De gemeente Barban (Barbana)
- De gemeente Brtonigla (Verteneglio)
- De gemeente Cerovlje (Cerreto)
- De gemeente Fažana (Fasana)
- De gemeente Gračišće (Gallignana)
- De gemeente Grožnjan (Grisignana)
- De gemeente Kanfanar (Canfanaro)
- De gemeente Karojba (Caroiba del Subiente)
- De gemeente Kaštelir-Labinci (Castellier-Santa Domenica)
- De gemeente Kršan (Chersano)
- De gemeente Lanišće (Lanischie)
- De gemeente Ližnjan (Lisignano)
- De gemeente Lupoglav (Lupogliano)
- De gemeente Marčana (Marzana)
- De gemeente Medulin (Medolino)
- De gemeente Motovun (Montona)
- De gemeente Oprtalj (Portole)
- De gemeente Pićan (Pedena)
- De gemeente Raša (Arsia)
- De gemeente Sveti Lovreč (San Lorenzo del Pasenatico)
- De gemeente Sveta Nedelja (Santa Domenica)
- De gemeente Sveti Petar u Šumi (San Pietro in Selve)
- De gemeente Svetvinčenat (Sanvincenti)
- De gemeente Tinjan (Antignana)
- De gemeente Višnjan (Visignano)
- De gemeente Vižinada (Visinada)
- De gemeente Vrsar (Orsera)
- De gemeente Žminj (Gimino)

## Provinciale regering
De huidige Župan (prefect): Valter Flego (IDS)
De regionale assemblee bestaat uit 41 vertegenwoordigers van de volgende politieke partijen:
| Partij                                  | Zetels |
| --------------------------------------- | ------ |
| Istrische Democratische Assemblee       | 27     |
| Sociaaldemocratische Partij van Kroatië | 7      |
| Kroatische Democratische Unie           | 2      |
| Kroatische Volkspartij                  | 2      |
| Istrisch Democratisch Forum             | 2      |
| Kroatische Identiteit en Voorspoed      | 1      |
| onafhankelijke vertegenwoordiger        | 1      |